# Hewlett-Packard Journal

Firmenlogo (ab 1979)

Das Hewlett-Packard Journal (kurz: HP Journal) war eine elektrotechnische Fachzeitschrift, die in der Zeit von 1949 bis 1998 vom US‑amerikanischen Elektronik-Hersteller Hewlett-Packard (HP) mit Sitz im kalifornischen Palo Alto herausgegeben wurde.

## Geschichte
Das Heft 1 erschien im September 1949 und befasste sich mit einem Puls-Verstärker, der sich durch eine (damals) extrem kurze Anstiegszeit von 10 ns (Nanosekunden) auszeichnete. Diese wurde im Artikel noch als 10 Milli-Microsecond spezifiziert – eine heute unübliche Angabe, da eine Kaskadierung von Einheitenvorsätzen nicht normgerecht ist.
Über die fünfzig Jahrgänge seines Erscheinens brachte das HP Journal in nahezu 500 Ausgaben eine Vielzahl von Fachartikeln zu innovativen technischen Produkten. Nachdem es in der Zeit bis Ende 1987 zumeist monatlich erschienen war (es gab gelegentlich auch Jahre mit weniger als zwölf Ausgaben), wurde die Erscheinungsweise ab 1988 auf zweimonatlich geändert. Die letzte Ausgabe erschien im November 1998.
Während dieses halben Jahrhunderts lag der Fokus auf der Hochfrequenzmesstechnik, wie beispielsweise Oszilloskopen, Frequenzzählern, Netzwerkanalysatoren oder diversen Mikrowellenkomponenten. Aber auch der erste technisch-wissenschaftliche Taschenrechner, der HP‑35, sowie der erste  programmierbare Taschenrechner der Welt, der HP‑65, wurden 1972 beziehungsweise 1974 im HP Journal vorgestellt.
Für technisch und geschichtlich Interessierte stellen die inzwischen vollständig gescannten und als PDF frei verfügbaren Ausgaben des HP Journals (siehe auch Weblinks) einen wertvollen Informationsschatz dar.